# Nejmeddin Daghfous
Nejmeddin Daghfous (Kassel, 1º ottobre 1986) è un ex calciatore tedesco, di ruolo centrocampista.